# Encore (The Whole Story)
Encore (The Whole Story) je první DVD německé skupiny Scooter. Je to 2 DVD a bylo vydáno roku 2002. První DVD je záznam koncertu, který se uskutečnil v německém Kölnu v rámci turné ke kompilaci "Push The Beat For This Jam" 21. ledna, kdy byl se skupinou ještě Axel Coon. Obsahuje 21 skladeb, záznam ze zákulisí, komentář skupiny a u vybraných skladeb je možno volit mezi pohledy z různých úhlů. Druhé DVD obsahuje videoklipy od Hyper Hyper do Nessaja a u vybraných i dokument o jejich natáčení, diskografii, fotogalerii a kvíz, při jehož úspěšném řešení se dostanete k těmto videím:
- Move Your Ass! Live Performance at Vivasion - 3:38
- Fire [D.O.N.S Burn Rubber Remix Video] - 3:19
- Station IDs Outtakes - 1:12
- MTV presents: Scooter Video Megamix - 4:08
- TV show during promotion tour East Asia - 2:51
- Scooter studio tour - 5:50
- Nessaja (Uncensored Version) - 3:27

## Seznam skladeb
| Pořadí         | Název                           | Délka  |
| -------------- | ------------------------------- | ------ |
| 1.             | Posse (I Need You On The Floor) | 5:23   |
| 2.             | We Bring The Noise              | 4:25   |
| 3.             | RU :-) ?                        | 5:54   |
| 4.             | Aiii Shot The DJ                | 4:14   |
| 5.             | Faster Harder Scooter           | 4:50   |
| 6.             | I'm Raving                      | 4:06   |
| 7.             | Rhapsody In E                   | 3:38   |
| 8.             | Stuttgart                       | 2:40   |
| 9.             | Call Me Mañana                  | 4:44   |
| 10.            | Fuck The Millennium             | 5:11   |
| 11.            | Habanera                        | 4:47   |
| 12.            | Am Fenster                      | 6:43   |
| 13.            | Eyes Without A Face             | 4:30   |
| 14.            | No Fate                         | 4:11   |
| 15.            | How Much Is The Fish?           | 8:24   |
| 16.            | Ramp! (The Logical Song)        | 6:39   |
| 17.            | The Age Of Love                 | 3:03   |
| 18.            | Fire                            | 4:30   |
| 19.            | Endless Summer                  | 2:49   |
| 20.            | Hyper Hyper                     | 5:16   |
| 21.            | Move Your Ass!                  | 6:12   |
| Celková délka: | Celková délka:                  | 102:09 |